# Sabin Merino Zuloaga
Sabin Merino Zuloaga (Urduliz, Biscaia, 4 de gener de 1992) és un futbolista basc que juga en la demarcació de davanter i milita al Racing de Ferrol de la Segona Divisió espanyola, cedit pel Reial Saragossa.

## Trajectòria

### Inicis
Sabin va arribar al pllanter de l'Athletic Club amb tan sols 10 anys, procedent del Danok Bat bilbaí. Va ingressar en l'Aleví B i, posteriorment, va ascendir l'Aleví A i a l'Infantil B. Després de tres temporades va sortir de l'Athletic i va tornar al Danok Bat, club amb el qual va jugar fins a juvenils. Entre mig va passar un any als EE. UU. cursant Batxillerat a la ciutat més poblada de Kentucky, Louisville, i jugant al Javanon Soccer. Amb 19 anys, l'Athletic va tornar a fixar-s'hi i el va reclutar per al CD Basconia, amb el qual va disputar les temporades 2011-12 i 2012-13 a Tercera Divisió. La campanya 2013-14 va pujar al Bilbao Athletic, amb el qual va jugar tots els partits de la temporada. A l'any següent va aconseguir l'ascens a la Segona Divisió espanyola, sent un dels pilars principals de l'equip; en jugar 42 partits i marcar 18 gols, sent el màxim golejador de la plantilla conjuntament amb Gorka Santamaría.

### Athletic Club
Com a premi, Ernesto Valverde el va cridar per fer la pretemporada amb el primer equip, aquest va convèncer a Valverde i se li va fer fitxa perquè formés part de la primera plantilla, on va lluir el dorsal «25» en competició estatal i el «27» en Lliga Europa de la UEFA. El 6 d'agost de 2015 va debutar amb l'Athletic Club, a Bakú, en el partit de tornada de la tercera ronda prèvia de la Lliga Europa. El 14 d'agost va ser titular en l'anada de la Supercopa d'Espanya, a San Mamés, enfront del FC Barcelona (que l'Athletic guanyà 4-0). Va jugar d'extrem esquerre i va ser un martiri per a Dani Alves, a qui va desbordar per assistir Aduriz en el segon gol del partit. En el partit de tornada en el Camp Nou va romandre a la banqueta, proclamant-se campió de la Supercopa d'Espanya onze dies després del seu debut.
El 20 d'agost, en el seu tercer partit, va marcar el seu primer gol en el partit d'anada de l'última ronda prèvia, disputat a Zilina, que va posar fi a derrota per 3-2.El 23 de setembre va aconseguir el seu primer punt en Primera Divisió, davant el Reial Madrid (1-2) en la cinquena jornada, amb el qual va posar fi a la imbatibilitat de Keylor Navas. També, el 25 de febrer va marcar el gol que va donar la classificació per als vuitens final de la Lliga Europa davant l'Olympique de Marsella, en el minut 80, amb una rematada de cap en planxa. El 13 de març, en una de les poques vegades que va poder jugar com a davanter centre a causa de la transcendència d'Aduriz, va marcar un doblet al Reial Betis. A causa d'una lesió muscular a primers d'abril, no va poder participar en el tram decisiu de temporada.
El 23 d'octubre de 2016 va marcar un nou gol davant el Reial Madrid, en aquest cas, a l'Estadi Santiago Bernabéu (2-1). Va ser operat del pubis a la fi de gener, però el 26 de febrer, en el seu segon partit després de la seva volta, va sofrir una lesió en la tíbia de la seva cama dreta que el va tenir a prop de dos mesos de baixa. La seva tercera temporada al club, ja amb Ziganda com a tècnic, va estar marcada per la seva poca aportació a l'equip.

### CD Leganés
El 31 d'agost de 2018 va ser cedit al Club Deportivo Leganés per una temporada. Finalment, després d'una cessió poc productiva, l'Athletic Club va anunciar que no renovaria el seu contracte. Aquesta decisió va ampliar automàticament la seva vinculació amb el club madrileny una campanya més.

### Deportivo de La Corunya
El 14 de gener de 2020 el Real Club Deportivo de La Corunya va fer oficial la seva incorporació fins al juny de 2022. L'endemà passat va debutar com a titular en Riazor, aconseguint un dels punts en un triomf davant el Racing de Santander (2-1). Va continuar amb la ratxa golejadora en les següents tres jornades, la qual cosa va fer que fos elegit com a millor jugador del mes de gener de la categoria. El 17 de juny va marcar un gol de xilena en un empat a dos davant el Reial Oviedo.

### CD Leganés
El 17 d'agost, set mesos després de la seva arribada a La Corunya, va tornar al CD Leganés.